# Hazen (Arkansas)
Hazen es una ciudad en el condado de Prairie, Arkansas, Estados Unidos. Para el censo de 2000 la población era de 1.637 habitantes.

## Geografía
Hazen se localiza a 34°46′55″N 91°34′40″O / 34.78194, -91.57778. De acuerdo a la Oficina del Censo de los Estados Unidos, la ciudad tiene un área total de 9,5 km², de los cuales el 100% es tierra. Una franja de 0.4 km de ancho a lo largo de la Interstate 40 en el condado de Prairie también forma parte de la ciudad. Algunas de las localidades cercanas son Des Arc, De Valls Bluff y Ulm.

## Demografía
Para el censo de 2000, había 1.637 personas, 658 hogares y 461 familias en la ciudad. La densidad de población era 172,3 hab/km². Había 732 viviendas para una densidad promedio de 77,2 por kilómetro cuadrado. De la población 80,57% eran blancos, 18,45% afroamericanos, 0,55% amerindios y 0,43% de dos o más razas. 0,79% de la población eran hispanos o latinos de cualquier raza.
Se contaron 658 hogares, de los cuales 30,7% tenían niños menores de 18 años, 54,4% eran parejas casadas viviendo juntos, 12,8% tenían una mujer como cabeza del hogar sin marido presente y 29,8% eran hogares no familiares. 27,4% de los hogares eran un solo miembro y 12,9% tenían alguien mayor de 65 años viviendo solo. La cantidad de miembros promedio por hogar era de 2,38 y el tamaño promedio de familia era de 2,88.
En la ciudad la población está distribuida en 24,4% menores de 18 años, 6,5% entre 18 y 24, 25,7% entre 25 y 44, 22,2% entre 45 y 64 y 21,1% tenían 65 o más años. La edad media fue 41 años. Por cada 100 mujeres había 90,3 varones. Por cada 100 mujeres mayores de 18 años había 82,1 varones.
El ingreso medio para un hogar en la ciudad fue de $29.800 y el ingreso medio para una familia $35.990. Los hombres tuvieron un ingreso promedio de $28.958 contra $19.792 de las mujeres. El ingreso per cápita de la ciudad fue de $14.805. Cerca de 13,1% de las familias y 13,8% de la población estaban por debajo de la línea de pobreza, 12,5% de los cuales eran menores de 18 años y 18,6% mayores de 65.